# Trevor Jacob
Pour les articles homonymes, voir Jacob.
Trevor Jacob né le  6 août 1993 à West Hills (Los Angeles), est un snowboardeur américain spécialiste du snowboardcross. En 2014, il a été sélectionné pour participer aux Jeux olympiques d'hiver à Sotchi et a terminé neuvième (demi-finaliste).

## Palmarès
- Jeux olympiques d'hiver
  - 9e du cross en 2014.

- Coupe du monde de snowboard
- Meilleur classement en cross : 15e en 2014.
  - 1 podium dont 1 victoire à Vallnord-Arcalís en 2014.

## Accident d'avion
Le 24 novembre 2021, Jacob a décollé de l'aéroport de Lompoc dans un Taylorcraft BL-65 de 1940, immatriculé N29508, un avion monomoteur léger, affirmant qu'il volait vers Mammoth Mountain pour répandre les cendres de son ami Johnny Strange. L'avion a été récemment acheté par Jacob et décrit par des sources à l'aéroport de Lompoc comme "ayant besoin d'un entretien majeur". L'avion semble avoir subi une panne de moteur pendant le vol et Jacob a été obligé de sauter en parachute. L'avion inoccupé s'est ensuite écrasé dans la garrigue inhabitée de la forêt nationale de Los Padres près de New Cuyama, en Californie , et a été considérablement endommagé, mais n'a pas pris feu; Jacob a subi des blessures mineures lors de l'atterrissage en parachute et est parti en randonnée. Un mois plus tard, Jacob a publié une vidéo largement éditée décrivant ces événements sur sa chaîne YouTube.
La vidéo a suscité le scepticisme des membres de la communauté aéronautique qui pensent que l'accident était un coup publicitaire délibéré, citant les actions inhabituelles de Jacob et la manière dont la vidéo a été éditée. Les images montées ne montrent jamais les commandes de l'avion et les instruments du moteur après l'arrêt du moteur, bien qu'une caméra ait été visible à l'intérieur de la cabine. Alors que Jacob saute, la jauge de carburant du tube montre que le réservoir de carburant avant était au moins partiellement plein et Jacob avait  un objet en forme d'extincteur attaché à sa jambe à l'intérieur de son pantalon, un article inhabituel pour un pilote à porter de cette manière. Jacob n'est pas vu en train d'exécuter les procédures d'urgence de base de l'aviation, comme essayer de redémarrer le moteur, contacter le contrôle de la circulation aérienne ou lancer un atterrissage forcé malgré la visibilité de sites d'atterrissage potentiel. Un expert en aviation a estimé que Jacob aurait pu faire planer l'avion non motorisé sur environ 15 mi (24 km) et atterrir avec une sécurité raisonnable malgré le terrain montagneux. De plus, l'hélice s'arrête de tourner, ce qu'un autre expert a attribué à Jacob tirant délibérément sur les commandes pour un "effet dramatique". Jacob volait avec un parachute de parachutisme, ce qui est inhabituel pour les pilotes de la plupart des avions civils et difficiles dans le petit Taylorcraft. Dans d'autres vidéos publiées sur sa chaîne YouTube, on voit Jacob voler sans parachute bien que dans une vidéo, il parle de porter un parachute pour des raisons de précaution lorsqu'il vole en hélicoptère.
Depuis le 25 décembre 2021, l'accident fait l'objet d'une enquête de la Federal Aviation Administration (FAA). Jacob peut faire face à des sanctions de la FAA s'il s'avère que ses actions ont enfreint les réglementations de l'aviation qui interdisent de voler de manière "négligente ou imprudente", ou de piloter un aéronef qui n'est pas en état de navigabilité sans permis.
Dans une déclaration du 22 janvier 2022, Jacob a nié avoir délibérément écrasé l'avion pour des vues sur YouTube, déclarant: "Les gens peuvent croire ce qu'ils veulent".
Le 4 décembre 2023, Jacob est condamné à une peine de six mois de prison pour obstruction à une enquête fédérale. Le ministère américain de la justice indique dans un communiqué que Jacob aurait délibérément crashé son avion dans le cadre d'une opération commerciale, celui-ci ayant notamment fait apparaître dans sa vidéo un porte-monnaie fabriqué par son sponsor. Il aurait de même reconnu avoir falsifié le rapport d'accident et l'enquête aurait démontré qu'il avait en réalité retrouvé la carcasse de l'avion avant de la découper pour la faire disparaître avec la complicité d'un ami.